# Groton (Nova York)
Groton és una població dels Estats Units a l'estat de Nova York. Segons el cens del 2000 tenia 2.470 habitants.

## Demografia
Segons el cens del 2000, Groton tenia 2.470 habitants, 960 habitatges, i 627 famílies. La densitat de població era de 551,3 habitants/km².
Dels 960 habitatges en un 34,6% hi vivien nens de menys de 18 anys, en un 48,8% hi vivien parelles casades, en un 12,6% dones solteres, i en un 34,6% no eren unitats familiars. En el 28,6% dels habitatges hi vivien persones soles el 13,1% de les quals corresponia a persones de 65 anys o més que vivien soles. El nombre mitjà de persones vivint en cada habitatge era de 2,46 i el nombre mitjà de persones que vivien en cada família era de 3,05.
Per edats la població es repartia de la següent manera: un 27,4% tenia menys de 18 anys, un 5,8% entre 18 i 24, un 28,1% entre 25 i 44, un 22% de 45 a 60 i un 16,7% 65 anys o més.
L'edat mediana era de 38 anys. Per cada 100 dones de 18 o més anys hi havia 79,9 homes.
La renda mediana per habitatge era de 36.047 $ i la renda mediana per família de 43.563 $. Els homes tenien una renda mediana de 31.250 $ mentre que les dones 24.000 $. La renda per capita de la població era de 18.108 $. Entorn del 3,5% de les famílies i el 5,2% de la població estaven per davall del llindar de pobresa.